# Ghadames (festiwal)
Ghadames, Międzynarodowy Festiwal Ghamades (ar. مهرجان غدامس السياحي الدولي lub مهرجان غدامس السياحي, ang. Ghadames Festival lub International Ghadames Festival) – trzydniowy festiwal odbywający się w mieście Ghadamis na terenie Libii. Odbywa się on co roku w październiku lub w listopadzie.
Festiwal jest opisywany jako święto kultury i tradycji Tuaregów.

## Opis
Pierwszego dnia festiwalu odbywa się uroczyste rozpoczęcie, drugiego wystawy tradycyjnego rzemiosła, a następnie pokazy taneczno-muzyczne Tuaregów ubranych w tradycyjne stroje ludowe. Trzeci dzień uczestnicy spędzają na wyścigach na wielbłądach Mehari. W trakcie festiwalu organizowany jest również targ (ar. قودار).
Festiwal organizuje miasto Ghadamis oraz, od 2019 roku, miasto Bani Walid.
Jest on organizowany od 1994 roku; w 2020 roku pomimo pandemii COVID-19 odbyła się jego 26. edycja.